# Mason Neck
Mason Neck è un census-designated place (CDP) degli Stati Uniti d'America, situato nello stato della Virginia, nella contea di Fairfax. Secondo il censimento del 2020 gli abitanti di Mason Neck ammontavano a 2 025.